# 요커이 모르

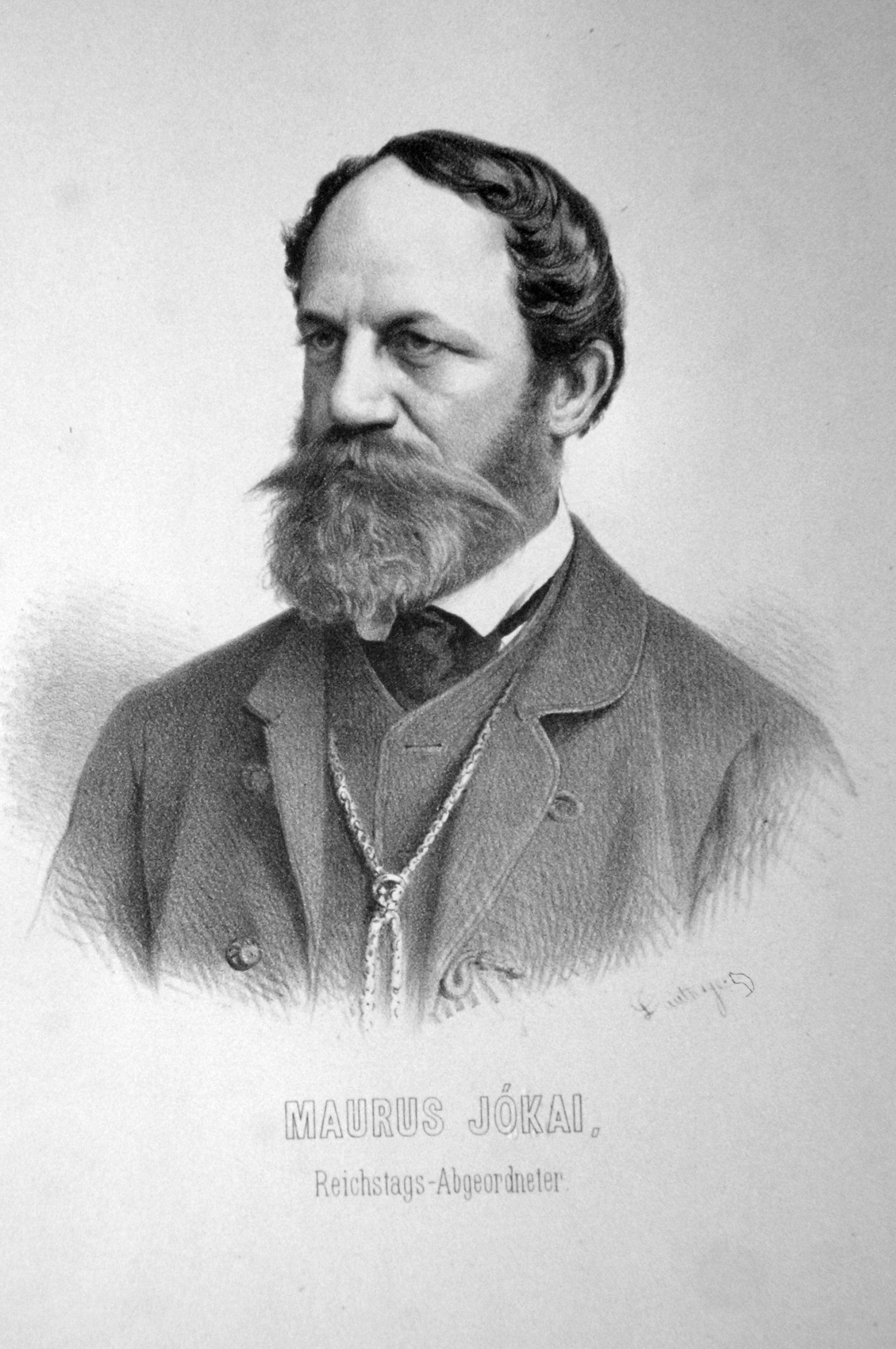

요커이 모르(Jókai Mór, 1825년 2월 18일 – 1904년 5월 5일)는 헝가리의 소설가이다. 코마롬에서 태어나 시골 학교에서 수업한 후 부다페스트에서 잡지 편집에 종사했다. 21세 때 소설 <평일(平日)>(1846)을 발표하여 좋은 세평을 얻었다. 이즈음에 시인 페퇴피와 친교를 맺었고, 1848-1849년의 독립전쟁에도 참가했으나 중도에서 화평파로 전향하여 처형을 모면했다. 전후에는 신문 편집에 종사하면서 속속 장편소설을 발표하여 국민의 인기를 얻었고, 19세기 후반을 통해 문단뿐 아니라 헝가리 사회의 가장 인기 있는 인물이 되었다. 요카이 작품의 특색은 밝은 낭만주의와 분방한 판타지에 있고, 또한 타인의 추종을 불허하는 교묘한 화술도 큰 매력이 되고 있다. 그의 대표작으로는 현대의 것으로 19세기 초의 세태를 테마로하는 <헝가리의 대낮>(1853-1854), 속편에 해당하는 <카르파티 졸탄>(1854), 독립전쟁 직후의 헝가리 사회를 묘사한 <새 지주>(1863) 등이 있고 또한 역사물로서는 오스만 터키군의 헝가리 점령시대를 배경으로 한 <트랜실바니아의 황금시대>(1853), <헝가리에 있어서의 터키사회>(1853) 등 외에 <집시 남작>(1885)과 같은 가극(요한 슈트라우스 작곡)이 되어 세계적으로 알려진 작품도 있다.